# Chris Simmons
Chris Simmons (Gravesend, 8 januari 1975) is een Engels acteur. Hij speelt onder meer DC Mickey Webb in de politieserie The Bill. Hij speelde één aflevering mee in Casualty. Simmons doet de voice-over van Britse Heineken-reclamespotjes en is supporter van Gillingham FC.

## Jeugd
Chris Simmons groeide op in Gravesend Kent. Toen hij opgroeide heeft hij een hoop verschillende baantjes gehad. Inclusief een baan als duiker in de rivier Theems samen met zijn vader. Hier heeft hij een keer een overleden vrouw uit de rivier moeten halen.

## Filmografie
- The Bill, een Engelse politieserie
- Suspects, een Britse politieserie
- SOKO Leipzig
- Casualty
- Rockin' Chair, een Britse kortspeelfilm
- Touching Evil III, een Britse mini-serie

1. ↑   https://www.echo-news.co.uk/news/9926752.stars-set-to-shine-in-panto/